# باشگاه فوتبال قزل‌یار
باشگاه فوتبال قزل‌یار (قزاقی: Қызылжар СК Футбол Клубы) یک باشگاه فوتبال در شهر پتروپاول قزاقستان است. این باشگاه در لیگ برتر فوتبال قزاقستان بازی می‌کند. این باشگاه در سال ۱۹۶۸ تأسیس شده‌است.